# 全国小説執筆月間
全国小説執筆月間（英語：National Novel Writing Month、略称：NaNoWriMo、ナノライモ）とは、毎年11月にインターネットで行われる小説執筆（クリエイティブ・ライティング）イベントであり、そのイベントを運営する非営利組織である。参加費は無料
このイベントはフリーランスライターの Chris Baty が1999年7月にアメリカ西海岸サンフランシスコ湾部に住む21人の参加者と共に開始し、2010年までに世界中からの参加者20万人以上が参加するようになった。
参加者要件は、11月1日から11月30日までに50,000ワードの原稿を作成することである。このイベントのサイトは Wrimos と呼ばれる参加者に、様々な執筆スランプに対する相談、地元の参加者が開催するミーティング、オンラインコミュニティサービスに関する情報などを提供する。

## 歴史
このイベントはフリーランスライターの Chris Baty が1999年7月にアメリカ西海岸サンフランシスコ湾部に住む21人の参加者と共に開始した。
2005年、毎年大きく成長するイベントのために非営利運営組織 The Office of Letters and Light を設立した。
2011年、NaNoWriMo Webサイトは、レイアウトやコミュニティを刷新、WebアプリケーションフレームワークをDrupalからRuby on Railsに更新した。
2012年1月、Batyは自身の仕事を優先するために、エグゼクティブディレクターを辞任すると発表した。後任には、作家でありオンライン文芸雑誌の設立者であるグラント・フォークナーが就任した。

## ルール
1. 書き込みは現地時間の11月1日午前12:00に始まり、11月30日午後11時59分59秒に終了
2. 予め作っておくことはできず、チャレンジは正確に11月1日午前12:00から30日で終了[7]
3. 11月末までに最低50,000ワードになること
4. 計画と詳細なメモを作ることは良いが、11月1日の開始日以前に作ってた内容は書き込めない。
5. テーマ・ジャンル・言語に制限はなく、商標作品のファン・フィクションも含まれる。

## 受賞と賞品
50,000ワードに達した時点で、バッジが付与される。20日以降の提出後、印刷可能な証明書、ウェブ上に表示できるアイコン、受賞者のリストに加えられるなどがある。報酬は、自分の書いた小説と自己満足であるため、カンニングすることに意味が無く取り締まりなどはない。小説はソフトウェアによってカウントされるため、著者以外が読まなくても受賞は可能である。
2007年10月、出版社CreateSpaceは、NaNoWriMoと提携し、受賞者に無料の原稿冊子作製と、Amazon.comで販売できるようにした。その他にも、様々なスポンサーが受賞者に応援やサポートを行っている。

## プログラム
2002年から、コンピューター、ワープロにあまり触れない人達にノートパソコンの貸し出しが出来るようにした。借りるには身元を証明する300ドルの保証金を送り、返送費用を負担する必要がある。
2004年から、幼稚園から小学生までの執筆教育を支援するワークショップ Young Writers Program（YWP）を開催した。目標の長さは自分で選択可能である。
Camp NaNoWriMo
11月以外の月にも開催する試みで、2011年に7・8月、2012年は6月・8月、2013年以降は4月と7月に行われるようになった。Camp NaNoWriMo Webサイトにはフォーラムはないが、キャビンと呼ばれる最大11人の作家グループに参加することができ、そのグループ内でメッセージのやり取りが出来るようになっている。目標の長さはYWPと同様、自分で選択可能である。

## 慣例
著明な作家は、参加者を励ますためにペップトーク（応援コメント）を作成する。
完成作品は出版社から出版することが可能である。